# Дулу (каган)
Дулу (на китайски: 咄陆; на пинин: Duōlù) е каган на Западнотюркския каганат през 633 – 634 година.
Той произлиза от рода Ашина и заема трона с подкрепата на клановете дулу след отстраняването на братовчед му Ирбис Болун през 633 година.
Дулу умира през 634 година и е наследен от своя брат Ишбара Толис.